# Annalee Newitz
Œuvres principales
- Autonome (2017)
- The Future of Another Timeline (2019)

Annalee Newitz, née le 9 mai 1969 à Santa Monica en Californie, est une journaliste, éditrice et écrivaine américaine à la fois de fiction et de non-fiction. Elle a écrit pour les périodiques Popular Science et Wired. Entre 1999 et 2009 elle a rédigé une chronique hebdomadaire Techsploitation et entre 2000 et 2004 elle a été l'éditrice culturelle du San Francisco Bay Guardian. En 2004 elle est devenue l'analyste des politiques à l'Electronic Frontier Foundation. Avec Charlie Jane Anders, elle a également cofondée le magazine Other, un périodique publié de 2002 à 2007. De 2008 à 2015 elle a été la rédactrice en chef de l'entreprise médiatique io9 détenue par Gawker et par la suite de son successeur direct Gizmodo, le blogue technologie et création de Gawker. Depuis 2016, elle est l'éditrice « Culture Technologique » du site technologique Ars Technica.

## Biographie

### Entrée dans la vie
Annalee Newitz est née le 9 mai 1969 et a grandi à Irvine en Californie. Diplômée du lycée de la Irvine High School, elle déménage en 1987 à Berkeley en Californie. En 1996, Newitz a commencé a écrire de manière indépendante. En 1998, elle termine son doctorat en études des littératures anglaise et américaine à l'UC Berkeley avec une thèse sur les représentations des monstres, psychopathes et du capitalisme dans la culture populaire américaine au vingtième siècle, qui a été publié plus tard en un livre à la Duke University Press,.
Autour de 1999, elle a cofondé la Post-World War II American Literature and Culture Database (banque de donnée de la littérature américaine et culturelle de l'après seconde guerre mondiale) dans une tentative de chroniquer la littérature moderne et la culture populaire.

### Carrière
Newitz est devenue écrivaine et journaliste à plein temps en 1999 après une invitation pour écrire une rubrique hebdomadaire pour la Metro Silicon Valley, une rubrique qui a été reproduite dans plusieurs médias pendant neuf ans. Newitz a ensuite eu le rôle d'éditrice culturelle au San Francisco Bay Guardian de 2000 à 2004.
Newitz a reçu un Knight Science Journalism Fellowship de 2002 à 2003, l'aidant comme chercheuse associée au Massachusetts Institute of Technology. En 2004-2005 elle a été une analyste politique pour l'Electronic Frontier Foundation, et en 2007-2009 elle a été membre du conseil d'administration du Computer Professionals for Social Responsibility. Newitz et Charlie Jane Anders, une écrivaine et commentatrice récompensée par un prix Hugo, ont cofondé le magazine Other,.
En 2008, le média Gawker a demandé Newitz de débuter un blog sur la science et la science-fiction, appelé io9, pour lequel elle a rempli le rôle de rédactrice en chef depuis sa création jusqu'en 2015 quand il a rejoint Gizmodo, un autre blog, propriété de Gawker, sur  la technologie et la création. Newitz a ensuite repris la tête de cette nouvelle entreprise dans le même rôle,. En novembre 2015, Newitz a quitté Gawker pour rejoindre Ars Technica, où elle a été employée comme Tech Culture Editor (éditrice de la culture technologique).
En 2014, Annalee Newitz pubie son premier livre de non-fiction, Scatter, Adapt, and Remember: How Humans Will Survive a Mass Extinction.
Elle publie ensuite en 2021 Four Lost Cities, A Secret History of the Urban Age, un ouvrage de vulgarisation historique et archéologique, traduit en français en 2022 sous le titre Les Cités disparues, Voyage insolite aux origines de nos civilisations. Le livre porte sur quatre cités disparues : Çatal Höyük, une des premières cités humaines située en Anatolie, la célèbre Pompéi en Italie, Angkor au Cambodge, et Cahokia, une ancienne cité amérindienne du Mississipi,.

### Vie personnelle
Newitz est la fille de deux professeurs d'anglais : sa mère Cynthia, travaillant dans un lycée, et son père Marty, dans une université communautaire (community college). Elle partage la vie de Charlie Jane Anders avec laquelle elle a lancé en mars 2018 un balado, Our Opinions Are Correct.

### Médias
- Cofondatrice, Bad Subjects, 1992[16],[17]
- Cofondatrice, other (magazine), 2002[18]
- Cofondatrice, éditrice en chef, io9.com, blogue science et science-fiction de Gawker Media[18],[19]
- Éditrice en chef, Gizmodo le blogue technologie de Gawker Media[19],[20],[21]
- Éditrice de la section « Culture technologique », Ars Technica[21]

### Travaux publiés
Le travail de Newitz a été publié dans Popular Science, Wired, Salon.com, New Scientist, Metro Silicon Valley, le San Francisco Bay Guardian et à AlterNet,. En addition à ces périodiques imprimés et en ligne, elle a publié plusieurs nouvelles et un roman.

## Récompenses et distinctions

### Prix
- Prix Lambda Literary science-fiction, fantasy et horreur 2018 pour Autonome[23]
- Prix Theodore-Sturgeon 2019 pour When Robot and Crow Saved East St. Louis
- Prix Hugo du meilleur podcast amateur 2019 pour Our Opinions Are Correct
- Prix Sidewise (format long) 2019 pour The Future of Another Timeline
- Prix Hugo du meilleur podcast amateur 2020 pour Our Opinions Are Correct
- Prix Hugo du meilleur podcast amateur 2022 pour Our Opinions Are Correct

### Nominations
- Finaliste du prix Nebula du meilleur roman 2018 pour Autonome[24]
- Finaliste du prix John-Wood-Campbell Memorial 2018 pour Autonome
- Deuxième place du prix Locus du meilleur premier roman 2018 pour Autonome

## Œuvres

### Romans
- Autonome, Denoël, coll. « Lunes d'encre », 2018 ((en) Autonomous, Tor Books, 2017), trad. Gilles GoulletRéédition, Gallimard, coll. « Folio SF » no 661, 2020
- (en) The Future of Another Timeline, Tor Books, 2019Prix Sidewise 2019
- (en) The Terraformers, Tor Books, 2023
- (en) Automatic Noodle, Tor Books, 2025

### Nouvelles
- (en) The Great Oxygen Race, 2010Parue dans le magazine Hilobrow
- (en) The Gravity Fetishist, 2010Parue dans le magazine Flurb
- (en) Twilight of the Eco-Terrorist, 2011Parue dans le Apex Magazine
- (en) Unclaimed, 2014Parue dans le Shimmer Magazine, volume 18
- (en) Drones Don't Kill People, 2014Parue dans le Lightspeed Magazine, volume 54
- (en) Two Scenarios for the Future of Solar Energy, 2014Parue dans l'anthologie Hieroglyph: Stories and Visions for a Better Future (William Morrow)[25]
- (en) All Natural Organic Microbes, 2016Parue dans le magazine MIT's Twelve Tomorrows
- (en) Birth of the Ant Rights Movement, 2016Parue dans le magazine Ars Technica UK
- (en) The Blue Fairy's Manifesto, 2018Parue dans l'anthologie Robots vs. Fairies, édité par Dominik Parisien et Navah Wolfe
- (en) Great Female Scientists in History, 2018
- (en) When Robot and Crow Saved East St. Louis, 2018

### Essais
- (en) Charlie Jane Anders (dir.), Annalee Newitz (dir.) et Ellen Spertus, She's Such a Geek: Women Write About Science, Technology, and Other Nerdy Stuff, Emeryville, CA : Seal Press, 2006 (ISBN 978-1-58005-190-3, lire en ligne).
- (en) Pretend We're Dead: Capitalist Monsters in American Pop Culture, Duke University Press, 2006
- (en) Scatter, Adapt, and Remember: How Humans Will Survive a Mass Extinction, Doubleday, 2013
- Les Cités disparues : Voyage insolite aux origines de nos civilisations, Calmann-Lévy, 2022 ((en) Four lost cities : a secret history of the urban age, W. W. Norton & Company, 2021), trad. Marie-France de Paloméra, 400 p.  (ISBN 978-2-7021-8275-8)

### Articles
- (en) The Bad Subjects Anthology, New York University Press, 1998.
- (en) « Linux Capitalist Sluts. What happens when open source sells out », sur www.metrosiliconvalley.com, février 2000 (consulté le 28 juin 2022).

## Éditrice
- (en) White Trash: Race and Class in America, Routledge Press, 1997
- (en) She's Such a Geek, Seal Press, 2006Coédité avec Charlie Jane Anders